# Köttigit
Köttigit, veraltet auch als Zinkarseniat bekannt, ist ein selten vorkommendes Mineral aus der Mineralklasse der „Phosphate, Arsenate und Vanadate“. Es kristallisiert im monoklinen Kristallsystem mit der chemischen Zusammensetzung Zn3[AsO4]2·8H2O und ist damit chemisch gesehen ein wasserhaltiges Zink-Arsenat.
Köttigit entwickelt meist nadelige bis prismatische Kristalle von bis zu 6 cm Länge, kommt aber auch in Form von radialstrahligen bzw. büscheligen Mineral-Aggregaten, faserigen Krusten und derben Massen vor. In reiner Form ist Köttigit farblos und durchsichtig. Durch vielfache Lichtbrechung aufgrund von Gitterbaufehlern oder polykristalliner Ausbildung erscheint er jedoch meist durchscheinend weiß und durch Fremdbeimengungen kann er eine hell karminrote und durch Mischkristallbildung mit Parasymplesit (Fe+32[AsO4]2·8H2O) eine graublaue bis graugrüne Farbe annehmen. Die Kristalloberflächen weisen einen wachs- bis fettähnlichen Glanz auf, Spaltflächen schimmern dagegen eher seidenähnlich.

## Etymologie und Geschichte
Erstmals entdeckt wurde Köttigit in der Grube Daniel bei Neustädtel (Schneeberg) im sächsischen Erzgebirge und beschrieben 1850 durch James Dwight Dana, der das Mineral nach dem deutschen Chemiker Otto Friedrich Köttig (1824–1892) benannte. Dieser hatte das Mineral erstmals chemisch analysiert.

## Klassifikation
Bereits in der veralteten, aber teilweise noch gebräuchlichen 8. Auflage der Mineralsystematik nach Strunz gehörte der Köttigit zur Mineralklasse der „Phosphate, Arsenate und Vanadate“ und dort zur Abteilung der „Wasserhaltigen Phosphate ohne fremde Anionen“, wo er zusammen mit Annabergit, Arupit, Barićit, Bobierrit, Cattiit, Erythrin, Hörnesit, Manganohörnesit, Pakhomovskyit, Parasymplesit und Vivianit die „Vivianitgruppe“ mit der System-Nr. VII/C.13 bildete.
Die seit 2001 gültige und von der International Mineralogical Association (IMA) verwendete 9. Auflage der Strunz’schen Mineralsystematik ordnet den Köttigit ebenfalls in die Abteilung der „Phosphate usw. ohne zusätzliche Anionen; mit H2O“ ein. Diese ist allerdings weiter unterteilt nach der relativen Größe der beteiligten Kationen und dem Stoffmengenverhältnis vom Phosphat-, Arsenat- bzw. Vanadatkomplex zum enthaltenen Kristallwasser, so dass das Mineral entsprechend seiner Zusammensetzung in der Unterabteilung „Mit ausschließlich mittelgroßen Kationen; RO4 : H2O ≤ 1 : 2,5“ zu finden ist, wo es zusammen mit Annabergit, Arupit, Barićit, Erythrin, Ferrisymplesit, Hörnesit, Manganohörnesit, Pakhomovskyit, Parasymplesit und Vivianit in der „Vivianitgruppe“ mit der System-Nr. 8.CE.40 bildet.
Auch die vorwiegend im englischen Sprachraum gebräuchliche Systematik der Minerale nach Dana ordnet den Köttigit in die Klasse der „Phosphate, Arsenate und Vanadate“ und dort in die Abteilung der „Wasserhaltige Phosphate etc.“ ein. Hier ist er ebenfalls in der „Vivianitgruppe“ mit der System-Nr. 40.03.06 innerhalb der Unterabteilung „Wasserhaltige Phosphate etc., mit (A2+)3(XO4)2 × x(H2O)“ zu finden.

## Kristallstruktur
Köttigit kristallisiert monoklin in der Raumgruppe C2/m (Raumgruppen-Nr. 12) mit den Gitterparametern a = 10,24 Å; b = 13,41 Å; c = 4,76 Å und β = 105,2° sowie zwei Formeleinheiten pro Elementarzelle.

## Bildung und Fundorte

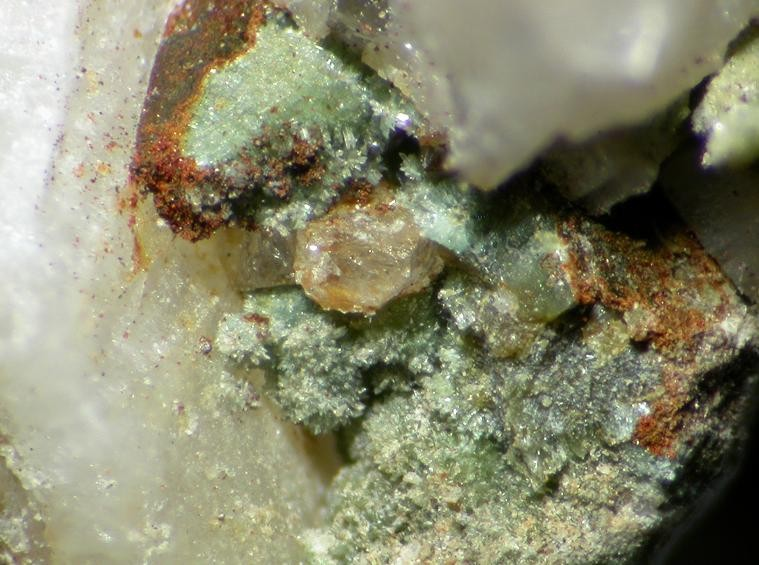
Grüne Küttigitkristalle von den Erzhalden des Richelsdorfer Hüttenwerks, Nordhessen (Sichtfeld 4 mm)

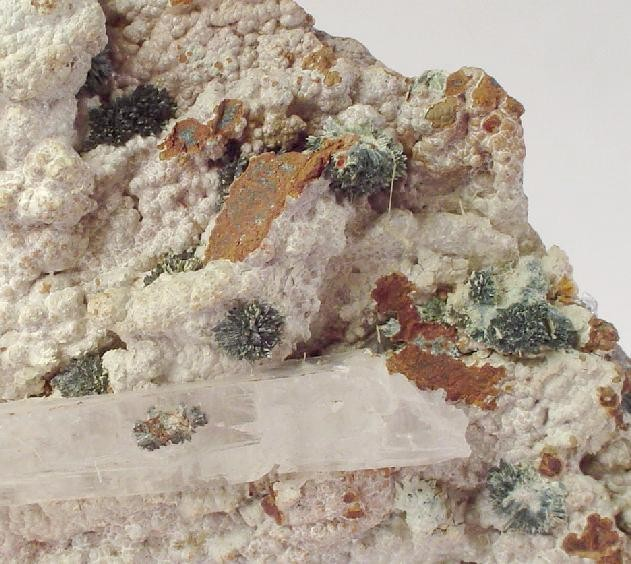
Köttigit (graublaue Büschel), Gips in der Varietät Marienglas (großer, farbloser Kristall) und Mimetesit (rötlichweißes, traubenförmiges Aggregat) aus der Ojuela Mine, Mapimí, Durango, Mexiko (Gesamtgröße der Stufe: 12,5 cm × 10,5 cm × 6,0 cm)

Köttigit bildet sich sekundär aus Skutterudit und Sphalerit in der Oxidationszone einiger Zinklagerstätten. Als Begleitminerale können unter anderem Adamin, Gips, Legrandit, Metaköttigit, Symplesit und Parasymplesit, Pharmakosiderit und Skorodit auftreten.
Als seltene Mineralbildung konnte Köttigit nur an wenigen Fundorten nachgewiesen werden, wobei bisher (Stand 2015) etwas mehr als 60 Fundorte bekannt sind. Neben seiner Typlokalität Grube Daniel bei Neustädtel (Schneeberg) trat das Mineral in Sachsen noch bei Bad Schlema sowie den Gruben „Sauberg“ bei Ehrenfriedersdorf, „Vater Abraham“ bei Lauta (Marienberg) und „St. Johannes“ bei Wolkenstein zutage. Des Weiteren fand man Köttigit in Deutschland unter anderem noch an mehreren Orten im Schwarzwald in Baden-Württemberg wie beispielsweise in der Grube Clara bei Oberwolfach; in Hessen auf den Erz-Halden des Richelsdorfer Hüttenwerks; an einigen Orten im Harzgebirge in Niedersachsen wie unter anderem in der Grube Glücksrad bei Oberschulenberg und im Bergbaurevier Sankt Andreasberg; bei Stolberg, Ramsbeck und der Grube Brüderbund in Nordrhein-Westfalen sowie bei Bad Ems und in der Grube Friedrichssegen im rheinland-pfälzischen Rhein-Lahn-Kreis.
In Österreich fand man Köttigit bisher nur im Windbachgraben nahe dem Habachtal sowie auf zwei Schlackenhalden der Astenschmiede zwischen Bucheben und Kolm-Saigurn im Raurisertal in den Salzburger Hohen Tauern.
Weitere Fundorte liegen unter anderem in Australien, Chile, Griechenland, Irland, Italien, Japan, Mexiko, Marokko, Namibia, Polen, Portugal, Russland, der Slowakei, Tschechien, im Vereinigten Königreich (England) und in den Vereinigten Staaten von Amerika (Nevada, New Jersey, Utah, Utah).